# 黄胤錫
黄 胤錫（ファン・ユンソク、1729年旧暦4月28日 - 1791年旧暦4月17日）は、李氏朝鮮の文臣、実学者。字は永叟。号は頤齋、西溟散人。本貫は平海黄氏。

## 人物
1744年に理気論の大著「理藪新編」の編纂に着手、1759年に科挙の進士覆試に及第、1766年に荘陵参奉を除授され、忠清南道全義県監などを歴任したあと、1787年に致仕し、学究に専念した。
著書は他に「頤齋遺稿」「頤齋乱稿」などがある。